# Faustyn Czerwijowski

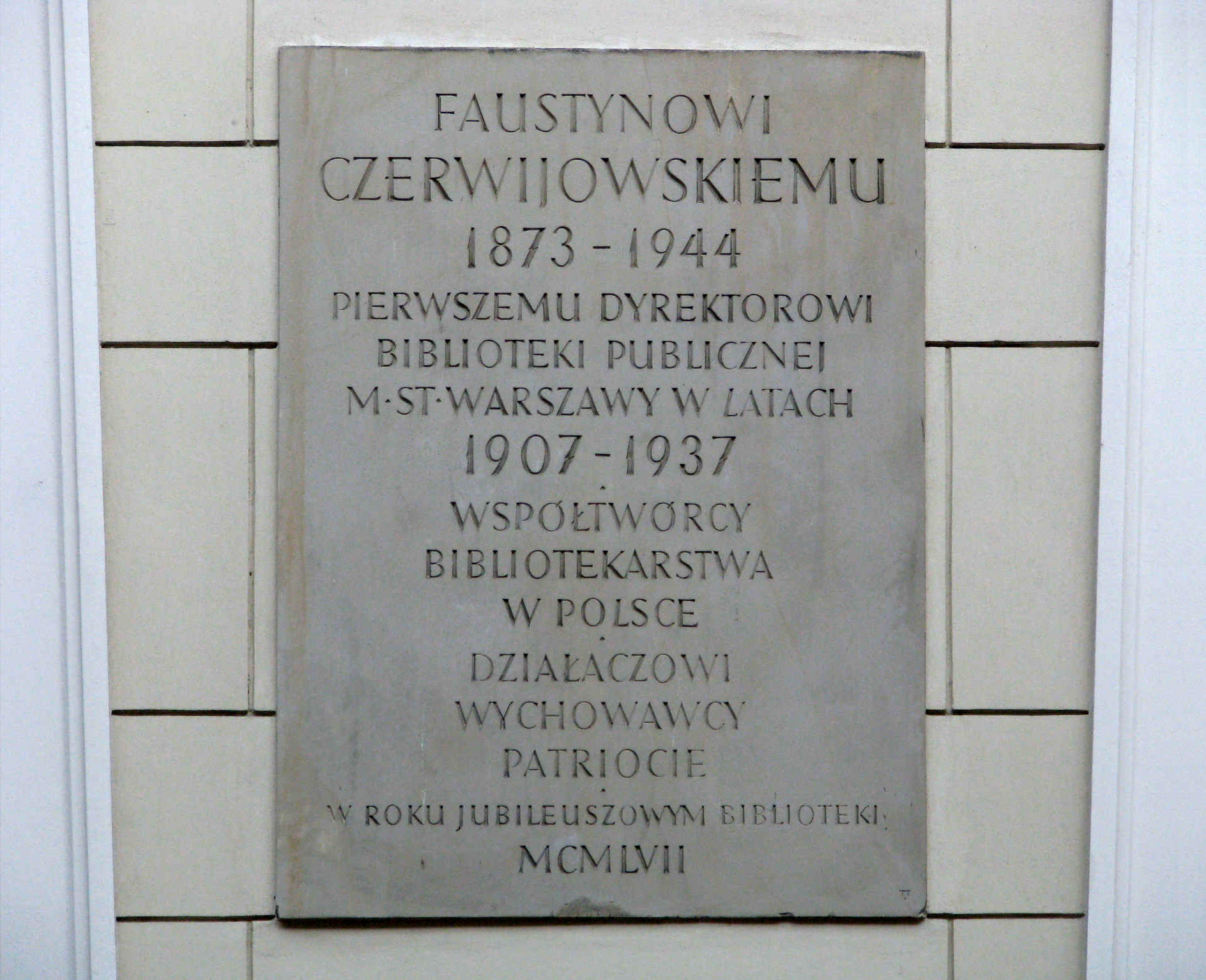
Pamiątkowa tablica na budynku Biblioteki Publicznej m.st. Warszawy

Faustyn Czerwijowski (ur. 15 lutego 1873 w Małej Karabczyjówce k. Kamieńca Podolskiego, zm. we wrześniu 1944 w Warszawie) – polski bibliotekarz, działacz społeczno-polityczny i oświatowy.

## Życiorys
W latach 1901–1902 przebywał w Anglii, Niemczech, Francji, Szwajcarii i Austrii. Od 1904 mieszkał na stałe w Warszawie. W latach 1904–1906 był działaczem konspiracyjnym PPS. Następnie pracował w Wydziale Czytelń Bezpłatnych Warszawskiego Towarzystwa Dobroczynności. Był jednym z organizatorów Towarzystwa Biblioteki Publicznej i współtwórcą Biblioteki Publicznej m.st. Warszawy (zał. w 1907) oraz jej dyrektorem w latach 1912–1937. W 1916 został prezesem Towarzystwa Czytelń miasta Warszawy; rok później współtwórcą i członkiem Związku Bibliotekarzy Polskich, a w latach 1924–1926 jego prezesem. Od 1918 prowadził kursy bibliotekarskie, od 1925 wykładał w Wolnej Wszechnicy Polskiej. Był twórcą i dyrektorem, a także pedagogiem w jednej z pierwszych w Polsce szkół bibliotekarskich, która powstała przy Bibliotece Publicznej m.st. Warszawy.
Napisał wiele podręczników i poradników bibliotekarskich, m.in.: 
- podręcznik Bibliotekarz (1912)
- Biblioteki powszechne: podręcznik dla zakładających i prowadzących biblioteki (1919)

oraz publikowanych sprawozdań Biblioteki Publicznej m. st. Warszawy, m.in.:
- Biblioteka Publiczna m. st. Warszawy : stan na 1 IV 1936 roku (1936).

Postać Faustyna Czerwijowskiego została upamiętniona w nazwie śródmiejskiej ulicy w pobliżu Placu Na Rozdrożu.

## Ordery i odznaczenia
- Krzyż Oficerski Orderu Odrodzenia Polski (9 listopada 1931)[5]
- Złoty Wawrzyn Akademicki (7 listopada 1936)[6]